# Senador Canedo
Pour les articles homonymes, voir Senador.
Senador Canedo est une municipalité brésilienne de l'État de Goiás et la microrégion de Goiânia.